# Coleophora cartilaginella
Coleophora cartilaginella é uma espécie de mariposa do gênero Coleophora pertencente à família Coleophoridae.